# Jenny Zillhardt
Jenny Zillhardt (San Quintino, 16 marzo 1857 – Neuilly-sur-Seine, febbraio 1939) è stata una pittrice francese.

## Biografia
Marguerite Valentine Jenny Zillhardt detta "Jenny Zillhardt" nacque a San Quintino nel dipartimento dell'Aisne. Naturalmente portata all'arte e discretamente dotata, nel 1877, a 20 anni, si trasferì a Parigi assieme alla sorella minore Madeleine Zillhardt per studiare pittura e disegno nell'unica scuola che ammetteva le donne: l'Académie Julian. Ebbe come insegnante Tony Robert-Fleury. Al suo fianco, fra tante altre allieve, erano presenti Louise Catherine Breslau e Marie Bashkirtseff.
Jenny espose per la prima volta al Salon nel 1878, esibendo il quadro "Deux amis". Continuò ad esporre con regolarità e le sue numerose partecipazioni le permisero di ottenere spesso riconoscimenti e medaglie.
Fece parte della delegazione di donne artiste francesi presentate all'Expo di Chicago del 1893, e raggruppate nel Woman's Building.

Le sue opere sono presenti nelle collezioni del Museo d'Orsay, del Museo di Langres e del Museo di San Quintino.
Nel 1910 fu nominata Ufficiale della pubblica istruzione
e Cavaliere della Legion d'onore nel 1930.
Il suo quadro "Régalez-vous mesdames" figura in "Women Painters of the World" (1905) di Walter Shaw Sparrow.
Jenny Zillhardt si spense all'età di 81 anni a Neuilly-sur-Seine

## Opere nelle collezioni pubbliche
- Jeune fille au chat, Museo d'Orsay

## Galleria d'immagini

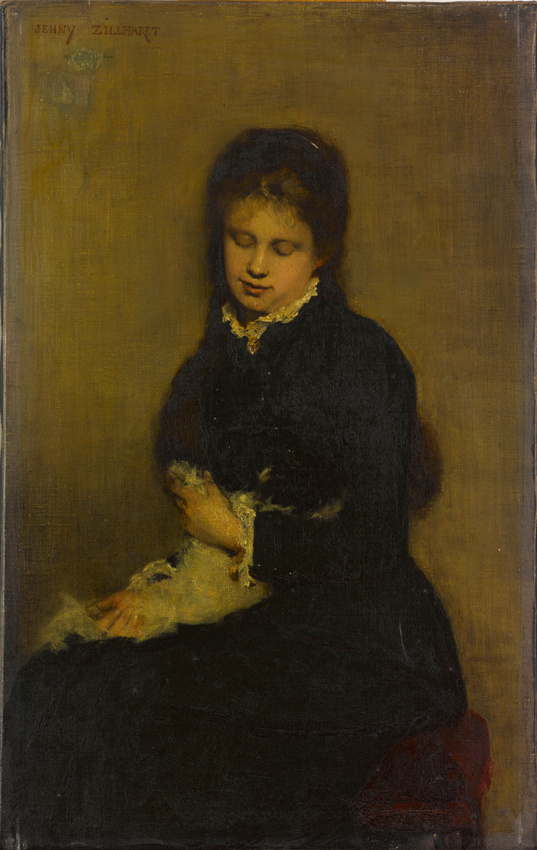
Ragazza col gatto (n.d.)
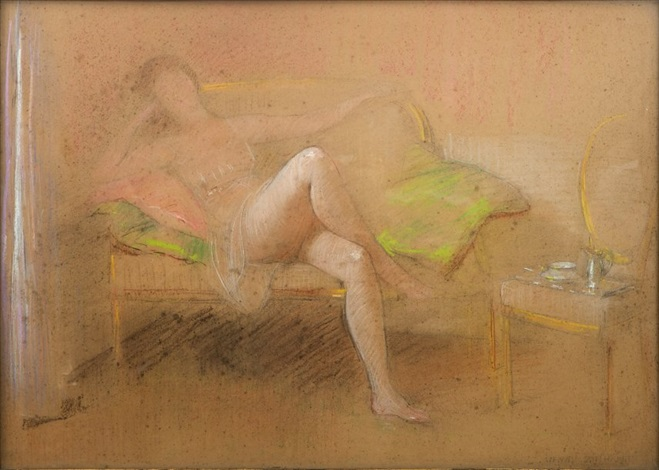
Nudo (n.d.)
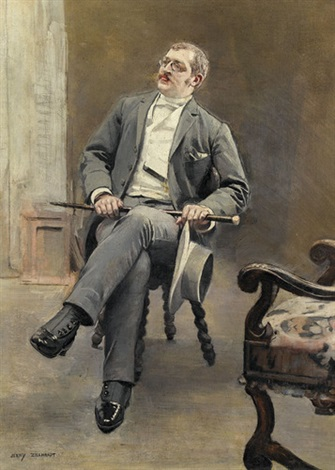
Giovane compositore (n.d.)
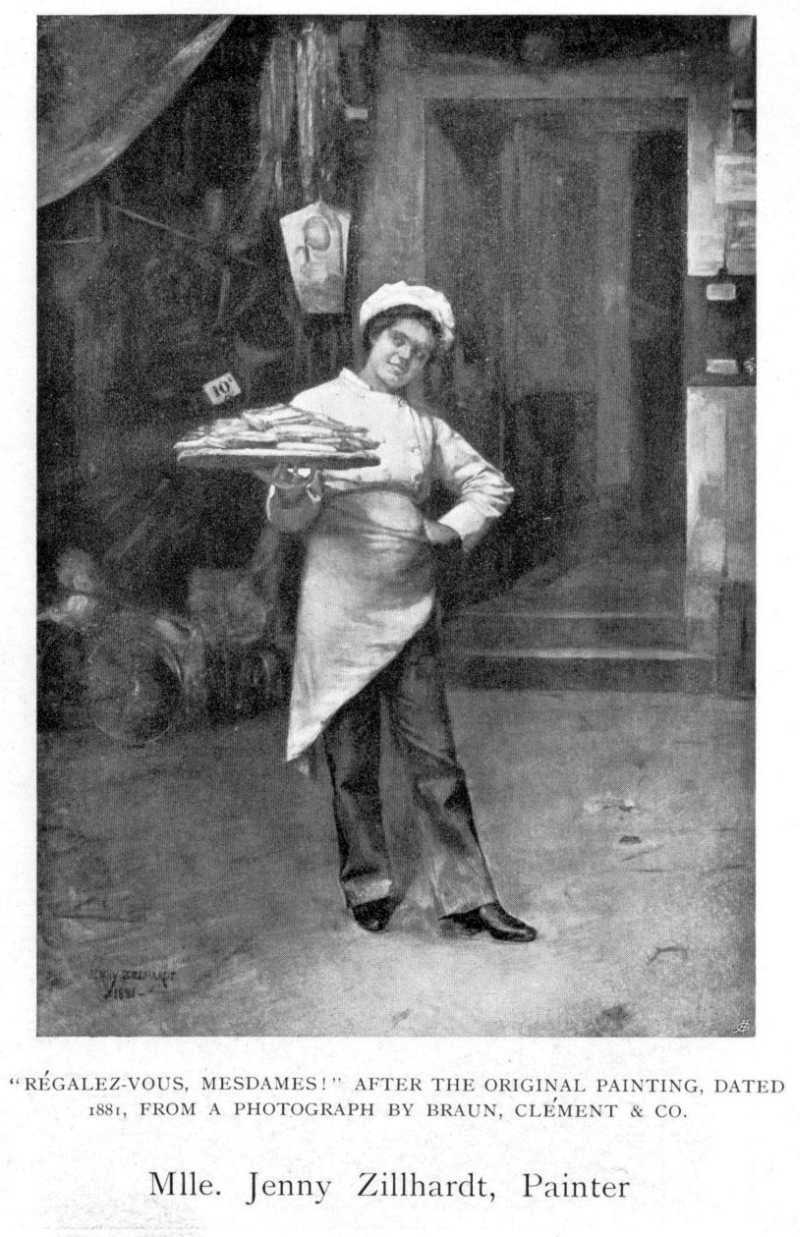
Deliziatevi, signore !